# Ross (альбом, 1978)
Ross — девятый сольный студийный альбом американской певицы Дайаны Росс, выпущенный в 1978 году на лейбле Motown. Альбом представляет собой смесь новых и старых песен певицы; новые композиции были записаны в 1978 году и помещены на сторону «А» пластинки, на другой стороне диска были собраны новые версии песен, которые были записаны с 1971 по 1975 годы.

## Список композиций
| №  | Название                             | Длительность |
| -- | ------------------------------------ | ------------ |
| 1. | «Lovin’, Livin’ and Givin’»          | 5:11         |
| 2. | «What You Gave Me»                   | 4:57         |
| 3. | «Never Say I Don’t Love You»         | 3:50         |
| 4. | «You Were The One»                   | 4:01         |
| 5. | «Reach Out, I’ll Be There»           | 5:30         |
| 6. | «Sorry Doesn’t Always Make It Right» | 3:28         |
| 7. | «Where Did We Go Wrong»              | 4:24         |
| 8. | «To Love Again»                      | 4:04         |
| 9. | «Together»                           | 3:31         |

## Позиции в хит-парадах
| Хит-парад (1978)                   | Высшая позиция |
| ---------------------------------- | -------------- |
| США (Billboard 200)                | 49             |
| США (Billboard Black Albums Chart) | 32             |